# Дудар Іван Володимирович
Іван Володимирович Дудар (2 квітня 1983, с. Шили, нині Україна — 9 липня 2022, м. Часів Яр, Донецька область, Україна) — український військовослужбовець, солдат Збройних сил України, учасник російсько-української війни. Почесний громадянин міста Тернополя (2022, посмертно).

## Життєпис
Іван Дудар народився 2 квітня 1983 року в селі Шилах, нині Збаразької громади Тернопільського району Тернопільської области України.
Від 2018 року працював оператором котельні КП «Тернопільміськтеплокомуненерго».
Був мобілізований у перші дні повномасштабного російського вторгнення в Україну 2022 року. Загинув 9 липня 2022 року в  м. Часів Яр на Донеччині.
Похований 15 липня 2022 року у родинному селі.

## Нагороди
- почесний громадянин міста Тернополя (22 серпня 2022, посмертно)[1][2].

## Військові звання
- солдат.